# Listen To The Music
『Listen To The Music』（リッスン・トゥ・ザ・ミュージック）は、槇原敬之初のカバー・アルバム。1998年10月28日発売。発売元は、ソニー・ミュージックレコーズ。

## 解説
初のカバー・アルバム。
初回生産のみ、特製BOXパッケージで発売。
テクノ歌謡から文部省唱歌、J-POPと幅広いジャンルの楽曲が選出。

## 関連作品
「春よ、来い」は、松任谷由実トリビュート・アルバム『Queen's Fellows yuming 30th anniversary cover album』（2002年12月11日）、
「空と君のあいだに」は、中島みゆきトリビュート・アルバム『元気ですか』（2006年6月14日）、
「秋の気配」は、秋が舞台の楽曲を集めたコンピレーション・アルバム『秋の夜長と上手につきあう17の知恵』（2004年9月23日）、に、3曲それぞれ単体で収録されている。

## 収録曲
全編曲　槇原敬之
1. 蒼い月の夜〜Lady In Blue〜（5:07）
  - 作詞・作曲　LOU
2. 海と少年（3:43）
  - 作詞・作曲　大貫妙子
3. 秋の気配（4:38）
  - 作詞・作曲　小田和正
4. Rain（5:16）
  - 作詞・作曲　大江千里
    - 2014年1月22日に発売された槇原の3枚目カバーアルバム『Listen To The Music 3』にも再レコーディングされて収録されている。
5. ミス・ブランニュー・デイ（MISS BRAND-NEW DAY）（5:18）
  - 作詞・作曲　桑田佳祐
6. 君に、胸キュン。（4:52）
  - 作詞　松本隆　作曲　細野晴臣・坂本龍一・高橋幸宏
7. David（4:16）
  - 作詞・作曲　矢野顕子
8. 朧月夜（3:06）
  - 作詞　高野辰之　作曲　岡野貞一
9. 春よ、来い（4:52）
  - 作詞・作曲　松任谷由実
10. MONKEY MAGIC（4:18）
  - 作詞　奈良橋陽子　作曲　 タケカワユキヒデ
11. 空と君のあいだに（5:23）
  - 作詞・作曲　中島みゆき
12. 月の舟（5:23）
  - 作詞　森雪之丞　作曲　中崎英也

## 原曲
- 蒼い月の夜 - LOU（元：LAZY LOU's BOOGIE）の1994年の楽曲。シングル「泣いたり笑ったり忙しい君に」（1994年2月2日）のC/W曲。
- 海と少年 - 大貫妙子の1978年の楽曲。アルバム『MIGNONNE』（1978年9月21日）収録曲。
- 秋の気配 - オフコースの1977年の楽曲。小田和正がアルバム『LOOKING BACK』（1996年2月1日）でセルフカヴァー。
- Rain - 大江千里の1988年の楽曲。アルバム『1234』（1988年7月21日）収録曲。
- ミス・ブランニュー・デイ - サザンオールスターズの1984年の楽曲。同年のオリコン年間チャート第36位。シングル「メロディ（Melody）」（1985年8月21日）B面にライヴ音源収録。
- 君に、胸キュン。 - YMOの1983年の楽曲。同年のオリコン年間チャート第28位。カネボウ化粧品のCM曲。
- David - 矢野顕子の1986年の楽曲。アルバム『峠のわが家』（1986年2月21日）収録曲。CX系『やっぱり猫が好き』テーマ曲。
- 朧月夜 - 1914年初出の文部省唱歌。マライア・キャリーがCM用に英語詞でカヴァーしたことがある（未CD化）。
- 春よ、来い - 松任谷由実の1994年の楽曲。94年・95年のオリコン年間チャートが47位と49位。NHK連続テレビ小説『春よ、来い』主題歌。
- Monkey Magic - ゴダイゴの1979年の楽曲。同年のオリコン年間チャート第17位。NTV系ドラマ『西遊記』OP曲。
- 空と君のあいだに - 中島みゆきの1994年の楽曲。同年のオリコン年間チャート5位。NTV系ドラマ『家なき子』主題歌。
- 月の舟 - 池田聡の1988年の楽曲。森雪之丞トリビュート『Words of 雪之丞』（2006年4月26日）でCHEMISTRYがカヴァー。

## 関連作品
- 海と少年

槇原敬之 Song Book “since 1997〜2001”
- 秋の気配

NORIYUKI MAKIHARA SINGLE COLLECTION 〜Such a Lovely Space 1997-1999〜
- ミス・ブランニュー・デイ

NORIYUKI MAKIHARA SINGLE COLLECTION 〜Such a Lovely Space 1997-1999〜
- David

槇原敬之 Song Book “since 1997〜2001”
- 空と君のあいだに

NORIYUKI MAKIHARA SINGLE COLLECTION 〜Such a Lovely Space 1997-1999〜